# Battaglia dello Schnee Eifel
La battaglia dello Schnee Eifel fu combattuta nei primi giorni dell'offensiva tedesca delle Ardenne nella regione del massiccio montuoso dell'Eifel al confine tra Germania e Belgio, al centro delle linee americane attaccate dalle forze tedesche, e segnò una grave sconfitta per l'Esercito americano.
La battaglia si concluse in pochi giorni con l'accerchiamento e la resa totale di due dei tre reggimenti della inesperta 106ª Divisione fanteria americana che, rimasta per ordini superiori ferma sulle sue posizioni esposte nello Schnee Eifel, venne rapidamente aggirata sui fianchi dall'avanzata di due Volksgrenadier-Division tedesche del 66º Armeekorps. Non ricevendo aiuto dalle forze americane in corso di raggruppamento nella vicina St.Vith ed in mancanza del suo comandante, maggior generale Alan W. Jones, rimasto fuori dalla sacca di accerchiamento, il contingente della 106ª Divisione fanteria si arrese già il 19 dicembre senza opporre molta resistenza. Si trattò della più pesante sconfitta subita dagli americani nelle Ardenne e, numericamente, della più grande resa in massa dell'Esercito americano sul teatro europeo (ETO - European Teather of Operations) durante la seconda guerra mondiale.